# Luigi Repossi
Luigi Repossi, detto Gin (Milano, 2 marzo 1882 – Milano, 4 febbraio 1957), è stato un politico e rivoluzionario italiano.

## Gli inizi nel PSI
Figlio di operai, trascorse la gioventù nel popolare quartiere milanese di Porta Ticinese, dove avvenne la sua maturazione politica, partecipando attivamente alle lotte proletarie di fine secolo, come le grandi agitazioni contro la fame del 1898. Occupato come meccanico tornitore, intensificò il suo impegno nelle fabbriche, nelle piazze e nel sindacato. Quando entrò nel Comitato direttivo della Sezione milanese del Partito Socialista Italiano, si schierò con la Sinistra Intransigente, insieme a Bruno Fortichiari, Abigaille Zanetta, Livio Agostini e Alfredo Interlenghi.
Alla vigilia della guerra mondiale, fu tra i più decisi oppositori dell'intervento dell'Italia, continuando per tutta la durata del conflitto una lotta intransigente che, nel luglio 1917, gli costò la condanna a cinque mesi di detenzione e l'assegnazione al confino. Al XV Congresso del PSI (Roma, 1-5 settembre 1918) rappresentò la sinistra socialista milanese e attaccò duramente i gradualisti, ma anche altri dirigenti socialisti, per l'ambivalenza dimostrato durante la guerra. Nel biennio rosso 1919-1921, fece parte del Comitato direttivo milanese della Federazione Italiana Operai Metallurgici (FIOM), Di pari passo assunse un ruolo politico di livello nazionale che, al Convegno di Imola (28-29 novembre 1920), lo vide partecipare all'elaborazione del manifesto-programma della Frazione Comunista.

## La nascita del PCd'I
Al Congresso di fondazione del Partito Comunista d'Italia (Livorno, 21 gennaio 1921), fu eletto membro del Comitato esecutivo, con Amadeo Bordiga, Bruno Fortichiari, Ruggero Grieco e Umberto Terracini; in particolare gli fu affidata la responsabilità del lavoro sindacale ed ebbe, inoltre, la direzione di fatto del foglio comunista Il sindacato rosso. Eletto alla Camera dei deputati nelle elezioni del maggio 1921, diresse il settimanale della Federazione comunista milanese La voce comunista e, fino all'aprile 1922, fu anche direttore responsabile della rivista teorica del partito Rassegna Comunista. Esponente tra i più in vista del partito, membro dell'ufficio centrale (legale) dell'organizzazione insediato a Roma, partecipò anche all'attività dell'Internazionale Comunista (IC), sostenendo le posizioni della Sinistra di Amadeo Bordiga, contro la svolta moderata, che si era aperta dopo il Terzo Congresso (Mosca, 22 giugno – 12 luglio 1921). Rieletto deputato nel 1924, partecipò intensamente all'attività del Gruppo parlamentare.
Dopo l'assassinio di Giacomo Matteotti, in un momento assai rischioso, pronunciò un famoso discorso in cui accusava il governo fascista. Verso la metà del 1925, con Onorato Damen, Bruno Fortichiari e altri dirigenti comunisti sodali con Amadeo Bordiga, tra i fondatori del Comitato di Intesa. L'8 novembre 1926, fu arrestato con gli altri deputati comunisti e confinato a Lipari e a Ponza, dove rimase fino al 1932. Nel 1928, mentre si trovava al confino, fu espulso dal partito per non aver sottoscritto la condanna di Lev Trockij, emessa dal IX Esecutivo Allargato dell'IC (15 febbraio 1928).
Tornato in libertà, si stabilì a Milano dove, eludendo il controllo poliziesco e quello, altrettanto poliziesco, del PCd'I, riuscì a stabilire contatti con Bruno Fortichiari, Mario Lanfranchi e Giusto Della Lucia, con i quali scrisse e diffuse documenti firmati inizialmente “Gruppo Comunista” e poi “Sinistra Comunista”. All'inizio della Seconda guerra mondiale fu internato a Istonio (oggi Vasto).

## Nel dopoguerra
Dopo l'8 settembre 1943, insieme a Bruno Fortichiari chiese di essere riammesso nel PCI, ma la sua domanda non fu accolta. Si iscrisse al PSI che, dopo la Liberazione, rappresentò nella Commissione lavoro e previdenza sociale, in seno alla Consulta Nazionale. Negli anni del dopoguerra, oltre a svolgere attività nella Camera del Lavoro di Milano, pubblicò alcuni saggi sul movimento sindacale italiano. Malgrado questi impegni, fu politicamente emarginato e costretto a trascorrere i suoi ultimi anni in condizioni di grande indigenza, confortato solo dall'amicizia dei vecchi compagni.